# Aquilla (Texas)
Aquilla è un centro abitato degli Stati Uniti d'America situato nella contea di Hill dello Stato del Texas.
La popolazione era di 109 persone al censimento del 2010.

## Geografia fisica
Aquilla è situata a 31°51′08″N 97°13′09″W (31.852112, -97.219104), 12 miglia a sud ovest di Hillsboro nel sud-ovest di Hill County.
Secondo lo United States Census Bureau, la città ha un'area totale di 0,3 miglia quadrate (0,78 km²).

## Società

### Evoluzione demografica
Secondo il censimento del 2000, c'erano 136 persone, 43 nuclei familiari e 39 famiglie residenti nella città. La densità di popolazione era di 488,4 persone per miglio quadrato (187,5/km²). C'erano 51 unità abitative a una densità media di 183,1 per miglio quadrato (70,3/km²). La composizione etnica della città era formata dall'83,82% di bianchi, il 7,35% di nativi americani, l'8,09% di altre razze, e lo 0,74% di due o più etnie. Ispanici o latinos di qualunque razza erano l'11,76% della popolazione.
C'erano 43 nuclei familiari di cui il 53,5% aveva figli di età inferiore ai 18 anni, il 74,4% aveva coppie sposate conviventi, l'11,6% aveva un capofamiglia femmina senza marito, e il 9,3% erano non-famiglie. Il 7,0% di tutti i nuclei familiari erano individuali e il 4,7% aveva componenti con un'età di 65 anni o più che vivevano da soli. Il numero di componenti medio di un nucleo familiare era di 3,16 e quello di una famiglia era di 3,28.
La popolazione era composta dal 33,8% di persone sotto i 18 anni, il 10,3% di persone dai 18 ai 24 anni, il 29,4% di persone dai 25 ai 44 anni, il 16,2% di persone dai 45 ai 64 anni, e il 10,3% di persone di 65 anni o più. L'età media era di 31 anni. Per ogni 100 femmine c'erano 109,2 maschi. Per ogni 100 femmine dai 18 anni in giù, c'erano 104,5 maschi.
Il reddito medio di un nucleo familiare era di 39.500 dollari e quello di una famiglia era di 43.750 dollari. I maschi avevano un reddito medio di 37.708 dollari contro i 17.500 dollari delle femmine. Il reddito pro capite era di 13.096 dollari. Non vi erano gruppi familiari e il 5,8% della popolazione viveva sotto la soglia di povertà, incluso il 23,5% di persone sopra i 64 anni.